# Opisthoscelis spinosa
Opisthoscelis spinosa är en insektsart som beskrevs av Walter Wilson Froggatt 1894. Opisthoscelis spinosa ingår i släktet Opisthoscelis och familjen filtsköldlöss. Inga underarter finns listade i Catalogue of Life.